# Tiếp xúc cự ly gần
Trong UFO học, tiếp xúc cự ly gần là sự kiện mà một người chứng kiến vật thể bay không xác định (UFO). Thuật ngữ này và hệ thống phân loại đằng sau nó lần đầu tiên được đề xuất trong cuốn sách năm 1972 của nhà thiên văn học và nhà nghiên cứu UFO J. Allen Hynek có nhan đề The UFO Experience: A Scientific Inquiry. Những thể loại ngoài ba dạng đầu tiên của Hynek do những người khác thêm vào nhưng không được chấp nhận rộng rãi, chủ yếu là vì chúng thiếu tính chính xác về mặt khoa học mà Hynek muốn mang đến cho UFO học.
Những trường hợp chứng kiến UFO cách nhân chứng hơn 500 foot (150 m) được phân loại là "Đĩa sáng ban ngày," "Ánh sáng ban đêm," hoặc "Báo cáo Thị giác/Radar." Những trường hợp chứng kiến UFO cách nhân chứng hơn 500 foot (150 m) được phân loại thành nhiều dạng "tiếp xúc cự ly gần" khác nhau. Hynek và những người khác lập luận rằng một cuộc tiếp xúc cự ly gần được xác thực phải xảy ra trong khoảng 500 foot (150 m) nhằm giảm thiểu hoặc loại bỏ đáng kể khả năng xác định nhầm máy bay thông thường hoặc các hiện tượng đã biết khác.
Hệ thống phân loại của Hynek trở nên nổi tiếng sau khi hiện diện trong bộ phim năm 1977 mang tên Close Encounters of the Third Kind, được đặt tên theo cấp độ thứ ba của hệ thống này. Các áp phích quảng cáo cho bộ phim có ba cấp độ trong hệ thống, và bản thân Hynek xuất hiện trong vai diễn khách mời ở gần cuối phim.

## Hệ thống phân loại Hynek
Hynek đã nghĩ ra một bảng phân loại gấp sáu lần cho những trường hợp nhìn thấy UFO: Chúng được sắp xếp theo mức độ gần nhau tăng dần:

### Ánh sáng ban đêm
- Ánh sáng trên bầu trời đêm[7]

### Đĩa sáng ban ngày
- UFO được nhìn thấy vào ban ngày, thường có hình đĩa hoặc hình bầu dục[8]

### Radar-Thị giác
- Các báo cáo UFO có sự xác nhận của radar—những báo cáo này được cho là cố gắng cung cấp bằng chứng khó hơn rằng vật thể này là có thật, dù sự truyền tải của radar đôi khi có thể bị mất uy tín do sự bất thường về truyền tin trong khí quyển[9]

### Tiếp xúc cự ly gần loại thứ nhất (CE1)
- Việc tận mắt chứng kiến một vật thể bay không xác định, dường như cách đó chưa đầy 500 foot (150 m), cho thấy một phần mở rộng góc độ đáng kể và chi tiết to tát[10]

### Tiếp xúc cự ly gần loại thứ hai (CE2)
- Sự kiện UFO có để lại hiệu ứng vật lý; điều này có thể là sự can thiệp vào hoạt động của một chiếc xe hoặc thiết bị điện tử, phản ứng của động vật, tác động sinh lý như tê liệt hoặc nóng người và khó chịu đối với nhân chứng, hoặc một số dấu vết vật lý như vết hằn trên mặt đất, thảm thực vật bị cháy xém hoặc bị ảnh hưởng hoặc dấu vết mang tính chất hóa học.[10]

### Tiếp xúc cự ly gần loại thứ ba (CE3)
- Các cuộc tiếp xúc với UFO với một thực thể ngoài hành tinh bằng xương bằng thịt—những thực thể này bao gồm sinh vật dạng người, rô bốt và con người trông có vẻ như là du khách hoặc phi công lái UFO[11]

#### Kiểu phụ Bloecher
Nhà nghiên cứu UFO Ted Bloecher đã đề xuất sáu kiểu phụ cho cuộc tiếp xúc cự ly gần loại thứ ba trong hệ thống phân loại Hynek:
A (Aboard - Trên tàu) : Thực thể chỉ được quan sát bên trong UFO
B (Both - Cả hai) : Thực thể được quan sát bên trong và bên ngoài UFO
C (Close - Gần đó) : Thực thể được quan sát gần UFO, nhưng không bước chân ra ngoài
D (Direct - Trực tiếp) : Thực thể được quan sát—nhân chứng không nhìn thấy UFO, nhưng hoạt động của UFO được báo cáo trong khu vực cùng thời điểm
E (Excluded - Loại trừ) : Thực thể được quan sát, nhưng chẳng nhìn thấy UFO và không có hoạt động UFO nào được báo cáo trong khu vực vào thời điểm đó
F (Frequence - Tần suất) : Không có thực thể hoặc UFO nào được quan sát, nhưng đối tượng trải qua một số loại "giao tiếp sinh mệnh có trí thông minh"

## Phần mở rộng của hệ thống phân loại Hynek

### Tiếp xúc cự ly gần loại thứ tư (CE4)
Tiếp xúc cự ly gần loại thứ tư (CE4) là sự kiện UFO khi phi công UFO hoặc thực thể ngoài hành tinh bắt cóc con người. Loại này không được xếp vào trong bảng phân loại tiếp xúc cự ly gần của Hynek.
Người cộng sự đầu tiên của Hynek là Jacques Vallee đã biện minh trong Tạp chí Khám phá Khoa học rằng "Loại thứ tư" này nên đề cập đến "các trường hợp khi nhân chứng trải qua sự thay đổi cảm nhận về thực tại của họ", do đó còn bao gồm các trường hợp không phải là bắt cóc, mà các sự kiện vô lý, ảo giác hoặc giống như giấc mơ có liên quan đến những vụ tiếp cận UFO.
Bộ phim The Fourth Kind có đề cập đến thể loại này.

### Tiếp xúc cự ly gần loại thứ năm (CE5)
Tiếp xúc cự ly gần loại thứ năm (CE5) là một sự kiện UFO liên quan đến sự liên lạc trực tiếp giữa người ngoài hành tinh và con người.